# Jacksonville (Iowa)
Jacksonville è un census-designated place (CDP) degli Stati Uniti d'America, situato nello stato dell'Iowa, nella contea di Shelby. Secondo il censimento del 2020 gli abitanti di Jacksonville ammontavano a 29.

## Storia
Jacksonville è stata inizialmente fondata dai Danesi.